# Đại học Rockefeller
Đại học Rockefeller (tiếng Anh: Rockefeller University) là một trường đại học tư thục đào tạo chương trình sau đại học ở Thành phố New York, Hoa Kỳ. Nó tập trung chủ yếu vào Sinh học và khoa học y tế, cung cấp các chương trình đào tạo  tiến sĩ và sau tiến sĩ. Trường được xếp vào nhóm "R2: Doctoral Universities – Hoạt động nghiên cứu cao". Rockefeller là viện nghiên cứu y sinh lâu đời nhất ở Mỹ. Đội ngũ giảng viên gồm 82 người (tính đến năm 2018), trong đó có 37 người là thành viên của Viện Hàn lâm Khoa học Quốc gia Hoa Kỳ (NAS), 17 người là thành viên của Viện Y khoa Quốc gia (NAM), 7 người nhận Giải Lasker và 5 người được trao Giải Nobel. Tính đến tháng 10/2020, có tổng cộng 38 người đoạt giải Nobel đã liên kết với Đại học Rockefeller.
Trường toạ lạc tại khu "Upper East Side" thuộc Manhattan, giữa các đường 63 và 68 trên Đại lộ York và Sutton Place. Ông Richard P. Lifton trở thành hiệu trưởng thứ 11 của trường vào ngày 1/09/2016. Nhà xuất bản Đại học Rockefeller xuất bản Tạp chí Y học Thực nghiệm, Tạp chí Sinh học Tế bào và Tạp chí Sinh lý học Tổng quát.

## Lịch sử
Đại học Rockefeller được thành lập vào tháng 6/1901 với tên gọi Viện Nghiên cứu Y khoa Rockefeller - thường được gọi đơn giản là Viện Rockefeller - bởi John D. Rockefeller, người đã thành lập Đại học Chicago vào năm 1889, theo lời khuyên của cố vấn Frederick T. Gates. Đây là viện y sinh đầu tiên của Hoa Kỳ, giống như Viện Pasteur của Pháp (1888) và Viện Robert Koch của Đức (1891). Quỹ Rockefeller, một tổ chức từ thiện, được thành lập vào năm 1913, là một tổ chức riêng biệt, nhưng có mối liên hệ chặt chẽ với trường đại học này.
Năm 1953, Detlev Bronk đã mở rộng Viện Rockefeller thành một trường đại học và bắt đầu trao bằng tiến sĩ vào năm 1964. Năm 1965, tên Viện Rockefeller được đổi tên thành Đại học Rockefeller.